# یواس‌سی‌جی‌سی آکوشنت (دبلیوام‌ئی‌سی-۱۶۷)
یواس‌سی‌جی‌سی آکوشنت (دبلیوام‌ئی‌سی-۱۶۷) (به انگلیسی: USCGC Acushnet (WMEC-167)) یک کشتی است که طول آن ۲۱۳ فوت ۶ اینچ (۶۵٫۰۷ متر) می‌باشد. این کشتی در سال ۱۹۴۳ ساخته شد.